# Lemos (São Tomé)
Lemos é uma aldeia de São Tomé e Príncipe, localiza-se no distrito de Mé-Zóchi, ilha de São Tomé, próxima às localidades de Favorita e Amélia.